# EAN
EAN (ang. European Article Number – Europejski Kod Towarowy) – rodzina kodów kreskowych (symbolika) wprowadzona w 1977 roku przez stowarzyszenie European Article Numbering. Kod został opracowany na podstawie opracowanego wcześniej w USA i Kanadzie kodu UPC. W lutym 2005 roku oba te systemy zostały ujednolicone jako Global Trade Item Number (GTIN) poprzez nowo powołaną globalną organizację GS1. EAN to kod ciągły, numeryczny, modularny, samosprawdzalny z dodatkową obowiązkową cyfrą kontrolną. Kod wymaga stosunkowo wysokiej precyzji wydruku, stąd nie może być stosowany na niskiej jakości papierze (np. kartonie) oraz wymaga w miarę dobrej jakości drukarek.
Kod ma stałą długość. Stosuje się cztery wersje kodu:
- EAN-13 (GTIN-13) – składa się z 12 cyfr danych i jednej cyfry kontrolnej
- EAN-8 (GTIN-8) – składa się z 7 cyfr danych i jednej cyfry kontrolnej
- EAN-128 (GTIN-128) – ma zmienną liczbę znaków alfanumerycznych i jedną cyfrę kontrolną
- EAN-14 (GTIN-14) – składa się z 13 cyfr danych i jednej cyfry kontrolnej.

W Europie i Japonii (jako JAN) symbolika ta jest powszechnie wykorzystywana do znakowania opakowań jednostkowych oraz zbiorczych (zarówno EAN-8, jak i EAN-13). Wersję EAN-13 wykorzystuje się również m.in. do kodowania numerów ISBN, ISMN czy ISSN.
Kod EAN-8 przeznaczono dla małych opakowań, na których nie zmieściłby się kod EAN-13. Jednakże ze względu na wyczerpywanie się puli kodów EAN-13 przydzielonych danemu producentowi, wielu z nich stosuje indywidualnie przydzielane kody EAN-8 na dużych opakowaniach.
Przy oznaczaniu opakowań jednostkowych w kodzie EAN-13 wyróżnia się cztery grupy:
- Prefiks GS1 obejmujący pierwsze trzy cyfry. Zwykle oznaczają one kod kraju (np. 590 – Polska), z wyjątkiem oznaczeń rozpoczynających się od cyfry 2 – tzw. kodów wagowych, takimi kodami oznaczane są produkty o zmiennej masie i rozmiarach, zazwyczaj konfekcjonowane w sklepach. Prefiks GS1 nie oznacza jednak kraju pochodzenia towaru lub przedsiębiorstwa, lecz jedynie numer organizacji krajowej, w której dany produkt jest zarejestrowany. W przypadku kodowania numerów ISSN w kodzie występuje przedrostek 977, natomiast 978 lub 979 dla ISBN (w wersji dziesięciocyfrowej) i 979 dla ISMN.
- Numer producenta (kod producenta) mający od jednej do dziewięciu cyfr. Prefiks GS1 i numer producenta stanowią razem Prefiks firmy GS1, który przydzielany jest przez organizacje krajowe GS1 lub GS1 Global Office[1].
- Kod produktu o długości zależnej od długości numeru producenta.
- Cyfra kontrolna.

W przypadku kodów wagowych (rozpoczynających się cyfrą 2) poszczególne pozycje kodu oznaczają najczęściej (możliwe są także inne konfiguracje kodu, np. zwiększenie precyzji kodowania wagi kosztem zmniejszenia liczby cyfr oznaczających kod artykułu):
- cyfra 2 oznaczająca kod wagowy,
- cyfra nadawana przez sklep zależnie od tego czy w kodzie jest waga czy cena,
- czterocyfrowy kod produktu nadawany przez sklep lub GTIN,
- cyfra kontrolna pola wagi lub ceny obliczana zmodyfikowaną metodą Luhna[2],
- pięciocyfrowy kod zawierający wagę lub cenę produktu. W przypadku wagi kolejne cyfry oznaczają kilogramy i gramy, a w przypadku ceny cyfry w Polsce oznaczają złote i grosze,
- cyfra kontrolna.

Stosowany może być również dwu- lub pięciocyfrowy dodatek do kodu, tzw. add-on, w którym mogą być zapisane np. informacje o numerze wydania danego czasopisma w danym roku.

Kod EAN-13
Przykład kodu EAN-8
Przykład wykorzystania symboliki EAN13 do zakodowania numeru ISSN

## Kod producenta
Kod wytwórcy to unikatowy kod przydzielony każdemu producentowi przez odpowiednią instytucję zarządzającą właściwą dla systemu numerowego. Wszystkie produkty produkowane przez danego wytwórcę będą używały tego samego kodu wytwórcy oraz różnych kodów produktu aż do wyczerpania przydzielonej puli numerów produktów. Po jej wyczerpaniu producent może otrzymać nowy kod producenta i nową pulę numerów produktu.
EAN używa „kodów wytwórcy różnej długości”. UCC przydzielał stałej długości 5-cyfrowy kod. Oznaczało to, że każdy producent mógł mieć do 100000 kodów produktu. Oczywiście wielu wytwórców nie ma aż tylu produktów i w ten sposób kody się marnują. Z EAN jest inaczej, jeżeli producent wie, że będzie potrzebował tylko kilka kodów, EAN może mu przydzielić dłuższy kod producenta zostawiając mniej miejsca na kody produktów. Daje to efektywniejsze użycie kodów producenta i produktów.

## Kod produktu
Kod produktu to unikatowy kod przydzielony przez producenta. W przypadku kodu producenta, wytwórcy otrzymywali własne kody, natomiast kod produktu nadawany jest produktowi na własną rękę przez wytwórcę, bez konsultacji z innymi wytwórcami, ale z przydzielonej puli numerów. EAN gwarantuje, że pierwsza część kodu jest unikatowa dla producenta, dlatego producent musi się jedynie upewnić, że do nowych produktów nie używa już wprowadzonego przez siebie wcześniej kodu.

## Budowa kodu

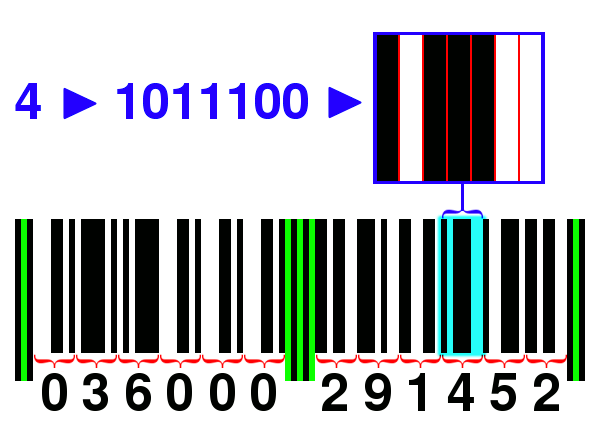
W kodzie kreskowym EAN, każda cyfra jest reprezentowana przez siedmiobitową sekwencję, zakodowaną jako serię naprzemiennych kresek i przerw. Pojedynczy znak jest zaznaczony na niebiesko. Kreski ograniczające (zaznaczone na zielono) oddzielają dwie sześciocyfrowe grupy.

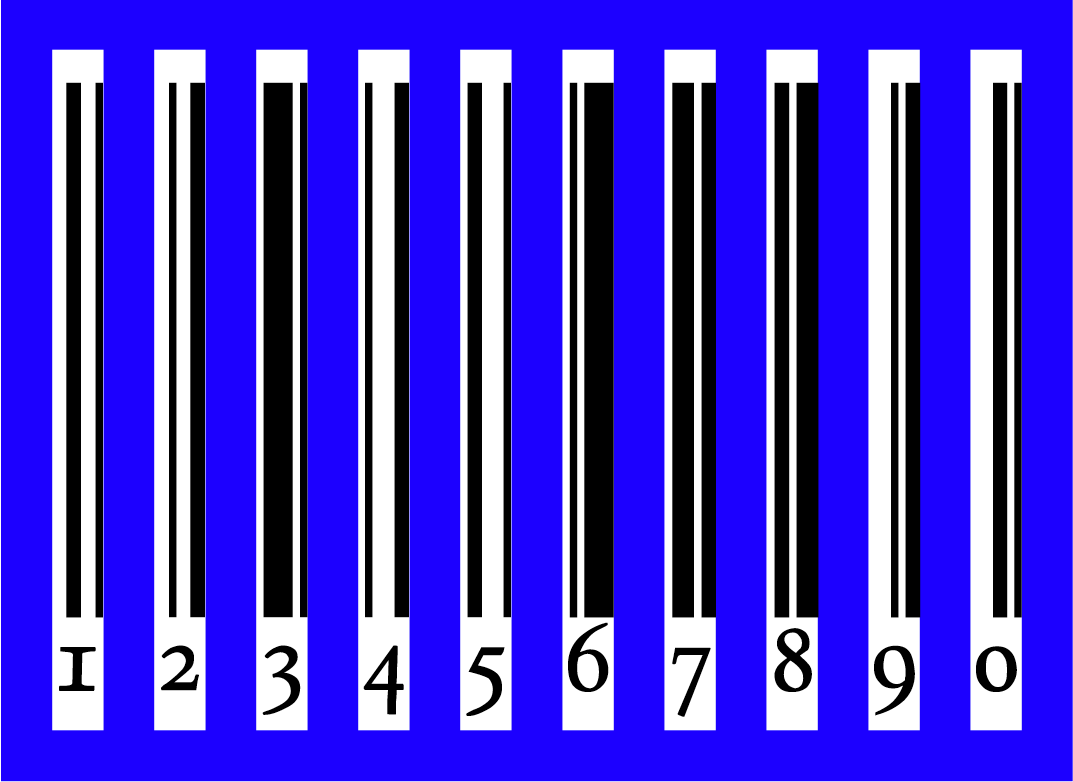
Cyfry zakodowane według zbioru A

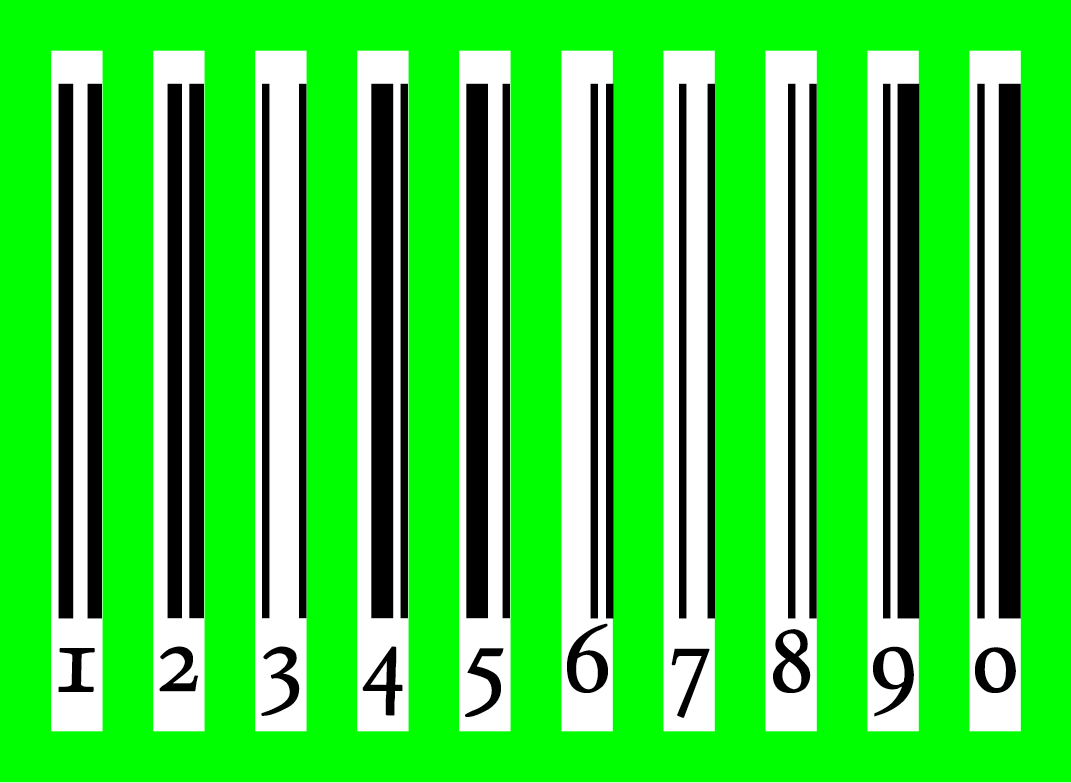
Cyfry zakodowane według zbioru B

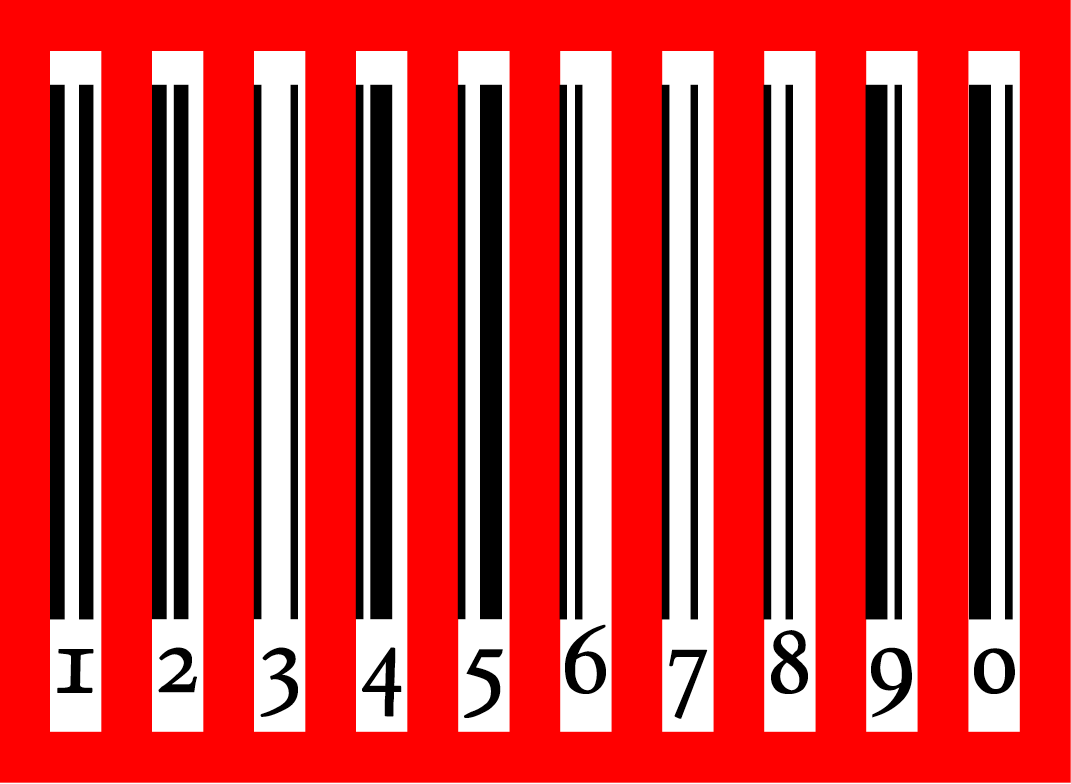
Cyfry zakodowane według zbioru C

Symbole kodu składają się z modułów o stałej szerokości: pojedynczy moduł to biała (0) lub czarna (1) kreska. Kod ma znak Start/Stop na początku i końcu składający się z trzech modułów: 101, oraz znak rozdzielający w środku złożony z pięciu modułów: 01010. Poszczególne cyfry (z wyjątkiem pierwszej w EAN-13) są kodowane przez 7-bitowe sekwencje modułów. Moduły te zgrupowane są w dwa czarne i dwa białe paski, z których każdy może mieć szerokość od jednego do czterech modułów. Cyfry mogą być zakodowane na 3 sposoby: A, B lub C, przy czym po lewej stronie znaku rozdzielającego mogą wystąpić symbole z zestawów A lub B, a po prawej – tylko z C.
| Znak | Sposób kodowania | Sposób kodowania | Sposób kodowania |
| Znak | lewa strona      | lewa strona      | prawa strona     |
| Znak | A                | B                | C                |
| ---- | ---------------- | ---------------- | ---------------- |
| 0    | 0001101          | 0100111          | 1110010          |
| 1    | 0011001          | 0110011          | 1100110          |
| 2    | 0010011          | 0011011          | 1101100          |
| 3    | 0111101          | 0100001          | 1000010          |
| 4    | 0100011          | 0011101          | 1011100          |
| 5    | 0110001          | 0111001          | 1001110          |
| 6    | 0101111          | 0000101          | 1010000          |
| 7    | 0111011          | 0010001          | 1000100          |
| 8    | 0110111          | 0001001          | 1001000          |
| 9    | 0001011          | 0010111          | 1110100          |

W kodzie EAN-13 pierwsza cyfra jest zakodowana za pomocą zestawu znaków użytego do zakodowania kolejnych sześciu cyfr. Te 6 cyfr znajduje się po lewej stronie od znaku rozdzielającego, a ostatnie 6 cyfr – po prawej jego stronie. W kodzie EAN-8 znak rozdzielający jest umiejscowiony po czwartej cyfrze. Cztery pierwsze cyfry są kodowane według zestawu A, a pozostałe – według zestawu C.
| Pierwszy znak | Zbiór według którego są kodowane kolejne znaki | Zbiór według którego są kodowane kolejne znaki | Zbiór według którego są kodowane kolejne znaki | Zbiór według którego są kodowane kolejne znaki | Zbiór według którego są kodowane kolejne znaki | Zbiór według którego są kodowane kolejne znaki | Zbiór według którego są kodowane kolejne znaki | Zbiór według którego są kodowane kolejne znaki | Zbiór według którego są kodowane kolejne znaki | Zbiór według którego są kodowane kolejne znaki | Zbiór według którego są kodowane kolejne znaki | Zbiór według którego są kodowane kolejne znaki |
| Pierwszy znak | 2                                              | 3                                              | 4                                              | 5                                              | 6                                              | 7                                              | 8                                              | 9                                              | 10                                             | 11                                             | 12                                             | 13                                             |
| ------------- | ---------------------------------------------- | ---------------------------------------------- | ---------------------------------------------- | ---------------------------------------------- | ---------------------------------------------- | ---------------------------------------------- | ---------------------------------------------- | ---------------------------------------------- | ---------------------------------------------- | ---------------------------------------------- | ---------------------------------------------- | ---------------------------------------------- |
| 0             | A                                              | A                                              | A                                              | A                                              | A                                              | A                                              | C                                              | C                                              | C                                              | C                                              | C                                              | C                                              |
| 1             | A                                              | A                                              | B                                              | A                                              | B                                              | B                                              | C                                              | C                                              | C                                              | C                                              | C                                              | C                                              |
| 2             | A                                              | A                                              | B                                              | B                                              | A                                              | B                                              | C                                              | C                                              | C                                              | C                                              | C                                              | C                                              |
| 3             | A                                              | A                                              | B                                              | B                                              | B                                              | A                                              | C                                              | C                                              | C                                              | C                                              | C                                              | C                                              |
| 4             | A                                              | B                                              | A                                              | A                                              | B                                              | B                                              | C                                              | C                                              | C                                              | C                                              | C                                              | C                                              |
| 5             | A                                              | B                                              | B                                              | A                                              | A                                              | B                                              | C                                              | C                                              | C                                              | C                                              | C                                              | C                                              |
| 6             | A                                              | B                                              | B                                              | B                                              | A                                              | A                                              | C                                              | C                                              | C                                              | C                                              | C                                              | C                                              |
| 7             | A                                              | B                                              | A                                              | B                                              | A                                              | B                                              | C                                              | C                                              | C                                              | C                                              | C                                              | C                                              |
| 8             | A                                              | B                                              | A                                              | B                                              | B                                              | A                                              | C                                              | C                                              | C                                              | C                                              | C                                              | C                                              |
| 9             | A                                              | B                                              | B                                              | A                                              | B                                              | A                                              | C                                              | C                                              | C                                              | C                                              | C                                              | C                                              |

Poszczególne cyfry są kodowane w taki sposób, by były możliwie mało do siebie podobne, co zapewnia pewien stopień samosprawdzalności. Symbole ze zbioru C są lustrzanym odbiciem symboli ze zbioru B oraz negacją symboli ze zbioru A. Ponadto symbole w zbiorze A mają nieparzystą liczbę czarnych modułów, natomiast w zbiorach B i C – parzystą. Dzięki temu można ustalić orientację kodu oraz pierwszą cyfrę kodu EAN-13 patrząc tylko na parzystość symboli.
Dodatkowo celem zapewnienia poprawności odczytu paski (białe i czarne) w kodowanych cyfrach 1, 2, 7, 8 mają zmienione rozmiary o 1/13 modułu (są poszerzone lub zwężone). Długość kresek ograniczających jest zwiększona o pięć modułów. Po lewej i prawej stronie kodu występuje obowiązkowy margines, który ma szerokość jedenastu modułów z lewej oraz siedmiu z prawej strony.
Standardowy wymiar X (moduł) dla kodu wynosi 0,33 mm co dla kodu EAN-13 daje szerokość kodu 37,29 mm. Natomiast dla EAN-8 jest to 26,73 mm. Zalecana wysokość kodu wynosi 25,91 mm dla EAN-13 i 21,31 mm dla EAN-8. Przy czym dopuszczalne wartości współczynnika powiększenia wahają się od 0,8 (wymiary szerokość x wysokość 29,83x20,73 mm dla EAN-13 oraz 21,38x17,05 mm dla EAN-8) do 2,0 (74,58x51,82 mm dla EAN-13 i 53,46x42,62 mm dla EAN-8). Stosowanie dopuszczalnych minimalnych/maksymalnych wartości rozmiaru kodu (bądź stosowanie wymiarów mniejszych/większych od tych wartości) może mieć wpływ na zmniejszenie prawdopodobieństwa poprawnego odczytu przez czytniki kodów kreskowych. W przypadku pomniejszania zaleca się najpierw zmniejszyć wysokość kresek o połowę, a następnie zmniejszać proporcjonalnie oba wymiary.
Kod UPC-A jest podzbiorem EAN-13 z pierwszą cyfrą zawsze równą 0.

### Add-on[7]
Tzw. add-on, czyli 2- lub 5-cyfrowy dodatek do kodu EAN-13 jest najczęściej umieszczany na wydawnictwach ciągłych (czasopismach, gazetach, periodykach itp.) i określa tzw. kod czasowy. Kod czasowy to określenie okresu, w którym wydawnictwo jest drukowane. CKK zaleca, aby w kodzie add-on były umieszczone następujące informacje:
- dla gazet – numer dnia tygodnia;
- dla tygodników – numer tygodnia w roku;
- dla dwutygodników – numer pierwszego tygodnia, dla jakiego został wydany egzemplarz (Jeżeli dwutygodnik został wydany na 5. i 6. tydzień roku, w add-onie powinien mieć numer 05);
- dla miesięcznika – numer miesiąca w roku;
- dla dwumiesięcznika – numer pierwszego miesiąca, dla którego został wydany egzemplarz;
- dla wydawnictwa corocznego – pierwsza cyfra: ostatnia cyfra roku wydania, druga cyfra: zawsze 5;
- dla wydawnictwa w serii wydawanej nieregularnie – numer woluminu od 00 do 99.

## Obliczanie cyfry kontrolnej
Cyfrę kontrolną (ostatnią) oblicza się według stałego algorytmu modulo 10. Należy pomnożyć wszystkie cyfry kodu (prócz kontrolnej) na nieparzystych pozycjach (pierwszą, trzecią itd., licząc pozycje cyfr od ostatniej do pierwszej) przez 3. Następnie zsumować wszystkie iloczyny wraz z cyframi na parzystych pozycjach:
{\displaystyle S=\sum \limits _{i=1}^{n-1}((2-(-1)^{i})\cdot d_{i})=3d_{1}+d_{2}+3d_{3}+d_{4}+\ldots +((2-(-1)^{n-1})\cdot d_{n-1}}
gdzie {\displaystyle d_{i}} to kolejna cyfra kodu, a {\displaystyle n} to długość kodu.
Cyfrą kontrolną będzie wartość o jaką należy dopełnić otrzymaną sumę, by ta była podzielna przez 10 np. dla sumy 57 dopełnieniem jest 3, dopełnieniem 42 jest 8 itp.
{\displaystyle c=-S{\bmod {1}}0}
Dla przykładu, cyfrę kontrolną kodu EAN-8 o cyfrach 9638507X obliczymy sumując
{\displaystyle 3\cdot 9+1\cdot 6+3\cdot 3+1\cdot 8+3\cdot 5+1\cdot 0+3\cdot 7=86}
Dopełnienie liczby 86 do wielokrotności 10 to 4
{\displaystyle X=-86{\bmod {1}}0=4}
zatem cyfrą kontrolną w tym przypadku jest 4, a cały kod to 96385074.

## JAN

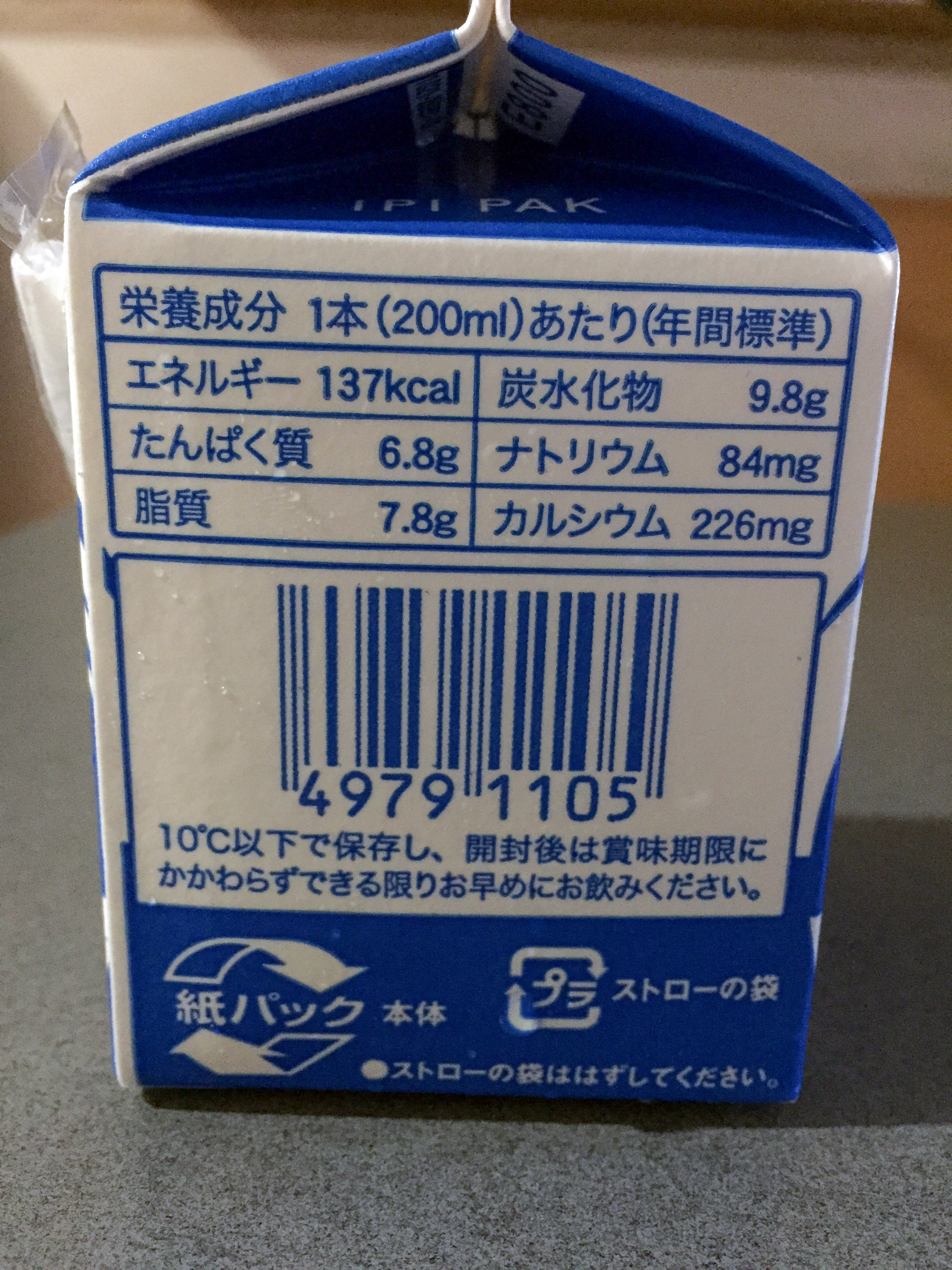
Kod JAN w wersji skróconej na opakowaniu mleka

W 1978 roku w Japonii jako standard przemysłowy (JIS B 9550, od 1985 – JIS X 0501, od 2009 – ISO/IEC 15420) wprowadzony został Japanese Article Number (JAN), bazujący na standardzie EAN, którego kodem kraju (pierwszymi dwiema cyframi) było 49. Organizacja systemu została powierzona instytucji Ryūtsū Shisutemu Kaihatsu Sentā (jap. 流通システム開発センター; ang. The Distribution Systems Research Institute, DSRI). Stosowanie standardu było jednak dobrowolne, a producenci początkowo rzadko umieszczali kod kreskowy na produktach. Zmieniło się to po wprowadzeniu w 1982 roku systemu kas EPOS przez sieć 7-Eleven, a w kolejnych latach także przez inne sklepy. W wyniku presji sprzedawców w ciągu 5 lat liczba przyznanych kodów producenta wzrosła z 217 do 26 440. Jako że kod producenta w systemie JAN był 5-cyfrowy, a w 1992 roku zarejestrowanych było już 66 345 producentów, na wniosek DSRI Międzynarodowe Stowarzyszenie Kodowania Towarów przyznało Japonii dodatkowy kod kraju – 45. W 2001 roku kod producenta został wydłużony do 7 cyfr.
| Cyfra | Wariant z 5-cyfrowym kodem producenta                                       | Wariant z 5-cyfrowym kodem producenta | Wariant z 7-cyfrowym kodem producenta                                       | Wariant z 7-cyfrowym kodem producenta |
| ----- | --------------------------------------------------------------------------- | ------------------------------------- | --------------------------------------------------------------------------- | ------------------------------------- |
| 1     | kod podmiotu gospodarczego GS1 (prefiks firmy GS1, do 2012 „kod firmy JAN”) | kod kraju                             | kod podmiotu gospodarczego GS1 (prefiks firmy GS1, do 2012 „kod firmy JAN”) | kod kraju                             |
| 2     | kod podmiotu gospodarczego GS1 (prefiks firmy GS1, do 2012 „kod firmy JAN”) | kod kraju                             | kod podmiotu gospodarczego GS1 (prefiks firmy GS1, do 2012 „kod firmy JAN”) | kod kraju                             |
| 3     | kod podmiotu gospodarczego GS1 (prefiks firmy GS1, do 2012 „kod firmy JAN”) | kod producenta                        | kod podmiotu gospodarczego GS1 (prefiks firmy GS1, do 2012 „kod firmy JAN”) | kod producenta                        |
| 4     | kod podmiotu gospodarczego GS1 (prefiks firmy GS1, do 2012 „kod firmy JAN”) | kod producenta                        | kod podmiotu gospodarczego GS1 (prefiks firmy GS1, do 2012 „kod firmy JAN”) | kod producenta                        |
| 5     | kod podmiotu gospodarczego GS1 (prefiks firmy GS1, do 2012 „kod firmy JAN”) | kod producenta                        | kod podmiotu gospodarczego GS1 (prefiks firmy GS1, do 2012 „kod firmy JAN”) | kod producenta                        |
| 6     | kod podmiotu gospodarczego GS1 (prefiks firmy GS1, do 2012 „kod firmy JAN”) | kod producenta                        | kod podmiotu gospodarczego GS1 (prefiks firmy GS1, do 2012 „kod firmy JAN”) | kod producenta                        |
| 7     | kod podmiotu gospodarczego GS1 (prefiks firmy GS1, do 2012 „kod firmy JAN”) | kod producenta                        | kod podmiotu gospodarczego GS1 (prefiks firmy GS1, do 2012 „kod firmy JAN”) | kod producenta                        |
| 8     | kod produktu                                                                | kod produktu                          | kod podmiotu gospodarczego GS1 (prefiks firmy GS1, do 2012 „kod firmy JAN”) | kod producenta                        |
| 9     | kod produktu                                                                | kod produktu                          | kod podmiotu gospodarczego GS1 (prefiks firmy GS1, do 2012 „kod firmy JAN”) | kod producenta                        |
| 10    | kod produktu                                                                | kod produktu                          | kod produktu                                                                | kod produktu                          |
| 11    | kod produktu                                                                | kod produktu                          | kod produktu                                                                | kod produktu                          |
| 12    | kod produktu                                                                | kod produktu                          | kod produktu                                                                | kod produktu                          |
| 13    | cyfra kontrolna                                                             | cyfra kontrolna                       | cyfra kontrolna                                                             | cyfra kontrolna                       |

| Cyfra | Wersja skrócona                                                             | Wersja skrócona |
| ----- | --------------------------------------------------------------------------- | --------------- |
| 1     | kod podmiotu gospodarczego GS1 (prefiks firmy GS1, do 2012 „kod firmy JAN”) | kod kraju       |
| 2     | kod podmiotu gospodarczego GS1 (prefiks firmy GS1, do 2012 „kod firmy JAN”) | kod kraju       |
| 3     | kod podmiotu gospodarczego GS1 (prefiks firmy GS1, do 2012 „kod firmy JAN”) | kod producenta  |
| 4     | kod podmiotu gospodarczego GS1 (prefiks firmy GS1, do 2012 „kod firmy JAN”) | kod producenta  |
| 5     | kod podmiotu gospodarczego GS1 (prefiks firmy GS1, do 2012 „kod firmy JAN”) | kod producenta  |
| 6     | kod podmiotu gospodarczego GS1 (prefiks firmy GS1, do 2012 „kod firmy JAN”) | kod producenta  |
| 7     | kod produktu                                                                | kod produktu    |
| 8     | cyfra kontrolna                                                             | cyfra kontrolna |